# Grauanthus linearifolius
Grauanthus linearifolius là một loài thực vật có hoa trong họ Cúc. Loài này được (O.Hoffm.) Fayed mô tả khoa học đầu tiên năm 1979.